# Gare de Bornel - Belle-Église
Gare de Bornel - Belle-Église vasútállomás Franciaországban, Bornel településen.

## Vasútvonalak
Az állomást az alábbi vasútvonalak érintik:
- Épinay-Villetaneuse–Le Tréport-Mers-vasútvonal

## Kapcsolódó állomások
A vasútállomáshoz az alábbi állomások vannak a legközelebb:
- Gare de Chambly
- Gare d’Esches